# Tribeni (Parbat)
Pour les articles homonymes, voir Tribeni.
Tribeni (en népalais : त्रिवेणी) est un comité de développement villageois du Népal situé dans le district de Parbat. Au recensement de 2011, il comptait 2 022 habitants.